# Beberibe (ort)
Beberibe är en ort i Brasilien.   Den ligger i kommunen Beberibe och delstaten Ceará, i den östra delen av landet, 1 700 kilometer nordost om huvudstaden Brasília. Beberibe ligger 20 meter över havet och antalet invånare är 37 025.
Terrängen runt Beberibe är platt. Havet är nära Beberibe åt nordost. Närmaste större samhälle är Cascavel, 13,4 kilometer väster om Beberibe.
Omgivningarna runt Beberibe är en mosaik av jordbruksmark och naturlig växtlighet. Runt Beberibe är det ganska tätbefolkat, med 54 invånare per kvadratkilometer.